# Drammen Golfklubb
De Drammen Golfklubb is een golfvereniging met eigen golfbaan en is gevestigd ten zuiden van Drammen in Noorwegen.

## Vereniging en baan
De club werd op 17 april 1989 opgericht omdat er behoefte was aan een volwaardige wedstrijdbaan en het kunnen spelen van wedstrijden en opleiden van golfers. De golfbaan heeft 18 holes en is ontworpen door de Amerikaanse golfbaanarchitect Jeremy Turner. De club heeft een aantal bekende leden die op landelijk en internationaal niveau uitkomen in toernooien. Jaarlijks wordt op de golfbaan een toernooi gehouden, mede gesponsord door het historische Hotel Tollboden in Strømsø uit 1668.

## Scorekaart
| Hole | 1 | 2 | 3 | 4 | 5 | 6 | 7 | 8 | 9 | Out | 10 | 11 | 12 | 13 | 14 | 15 | 16 | 17 | 18 | In | Totaal |
| ---- | - | - | - | - | - | - | - | - | - | --- | -- | -- | -- | -- | -- | -- | -- | -- | -- | -- | ------ |
| Par  | 4 | 3 | 5 | 3 | 4 | 3 | 4 | 4 | 4 | 34  | 5  | 4  | 3  | 4  | 3  | 5  | 4  | 4  | 5  | 37 | 71     |

## Bekende leden
- Kristian K Johannessen, winnaar NK Strokeplay 2014 (-21), beste Noor op de Norwegian Challenge 2014
- Andreas F Gjesteby, 2de amateur op de Norwegian Challenge 2014